# Anja Kluge
Anja Kluge (Berlín Este, 9 de noviembre de 1964) es una deportista de la RDA que compitió en remo.
Participó en los Juegos Olímpicos de Seúl 1988, obteniendo una medalla de oro en la prueba de ocho con timonel. Ganó dos medallas de plata en el Campeonato Mundial de Remo, en los años 1986 y 1989.

## Palmarés internacional
| Juegos Olímpicos   | Juegos Olímpicos         | Juegos Olímpicos | Juegos Olímpicos |
| Año                | Lugar                    | Medalla          | Prueba           |
| ------------------ | ------------------------ | ---------------- | ---------------- |
| 1988               | Seúl (Corea del Sur)     | Medalla de oro   | Ocho con timonel |
| Campeonato Mundial |                          |                  |                  |
| Año                | Lugar                    | Medalla          | Prueba           |
| 1986               | Nottingham (Reino Unido) | Medalla de plata | Ocho con timonel |
| 1989               | Bled (Yugoslavia)        | Medalla de plata | Ocho con timonel |